# Landgericht Malé

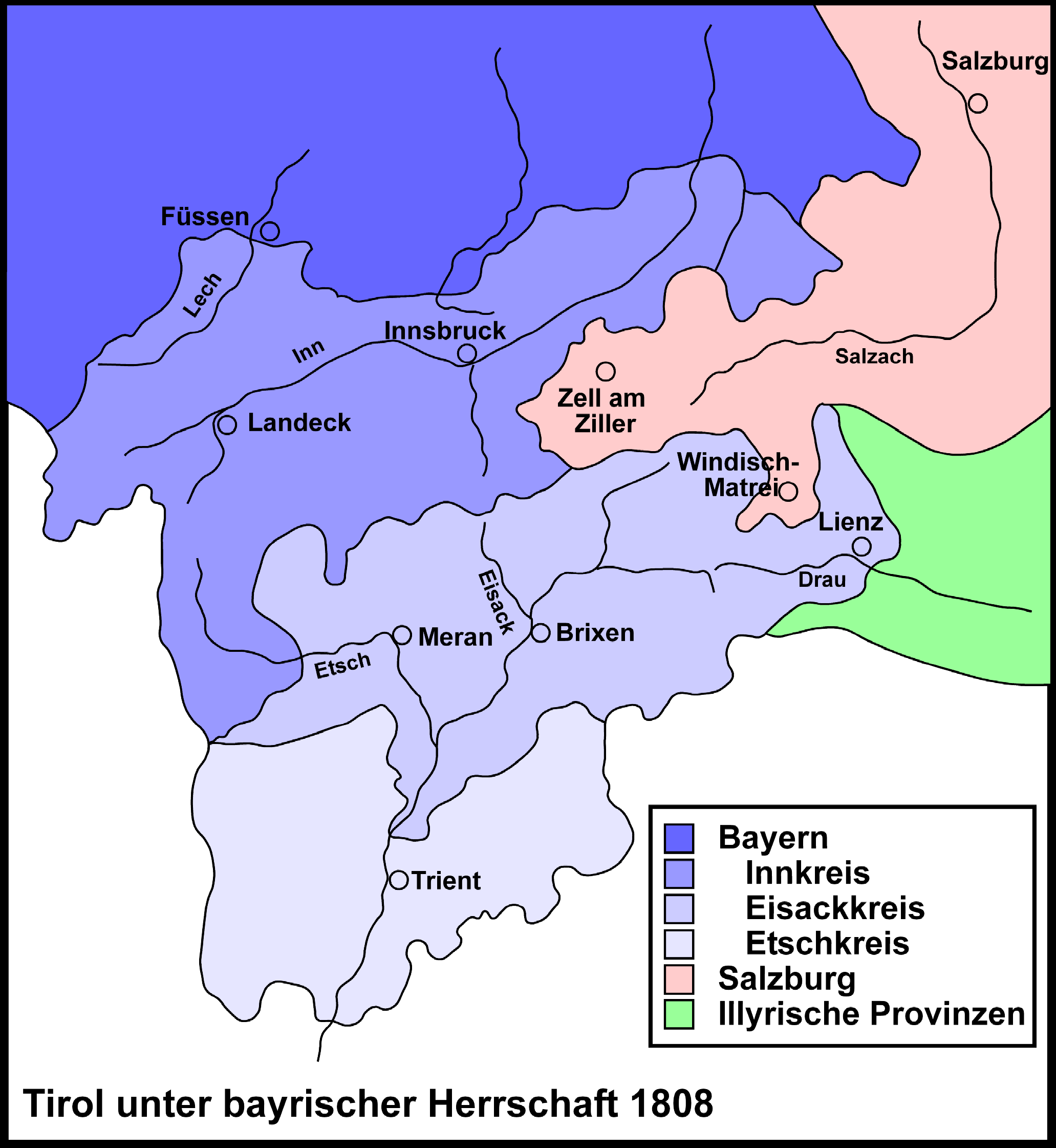
Das Landgericht Malé im Etschkreis 1808

Das Landgericht Malé war ein von 1805 bis 1810 bestehendes bayerisches Landgericht älterer Ordnung mit Sitz in Malé (deutsch veraltet Maleit) im Trentino. Die Landgerichte waren im Königreich Bayern Gerichts- und Verwaltungsbehörden.

## Geschichte
Im Jahr 1805 wurde nach dem Frieden von Pressburg im Verlauf der Verwaltungsneugliederung Bayerns das Landgericht Malé errichtet. Dieses wurde nach der Gründung des Königreichs Bayern dem Etschkreis zugeschlagen, dessen Hauptstadt Trient war.
Peter Adolph Winkopp schreibt im Jahr 1807: „Das Landgericht Malé wird durch die landesherrlichen Ronsbergischen Gemeinden Livo und Salzberg, dann dem Graf Thunischen Gerichte Rabbi gebildet. Auf einem Flächenraum von 12 Quadratmeilen findet man eine Bevölkerung von 11.445 Seelen, von denen 9.872 landgerichtlich sind.“
Im Jahr 1810 wurde der Etschkreis an das napoleonische Königreich Italien abgetreten.

## Beamte des Landgerichts
Die Namen der Beamten des Landgerichts Malé im Jahr 1809 lassen sich aus dem Königlich-Baierischen Regierungsblatt entnehmen.
- Erster Assessor: Paul Bevilaqua
- Zweiter Assessor: Joseph von Menghin